# Thomas Cup
La Thomas Cup es la competición internacional de bádminton más importante en lo que se refiere a competición por equipos masculinos. Este campeonato es el equivalente a la Copa Davis en tenis.
La versión femenina es la Uber Cup.

## Historia
El nombre de la copa se debe a Sir George Alan Thomas, antiguo jugador y presidente de la BWF, quien la donó en 1939. La primera edición de la Thomas Cup tuvo lugar en Preston, Inglaterra, entre 1948 y 1949.
Durante las nueve primeras ediciones, la Thomas Cup se disputó cada tres años, con nueve partidos en cada encuentro, jugados en dos días. En 1984 el formato cambió a cinco partidos, tres individuales y dos dobles, jugados en un único día.
En 1992, la IBF decidió cambiar el orden de los partidos alternando un partido de individual con uno de dobles, debido a la mayor importancia de los individuales.
En el año 2000, la IBF decidió que los encuentros de las fases de K.O se finalizaran una vez el ganador de dicho encuentro ya estuviera decidido, tras recibir muchas críticas sobre el tiempo desperdiciado en los partidos restantes. Sin embargo, en las fases de grupos, el formato se sigue conservando a cinco partidos enteros.

## Trofeo
La copa se fabricó en Londres en 1939 y mide 29 pulgadas de altura y 16 de ancho, asas incluidas. Consta de tres partes: el pedestal, la bola y la tapa. Sobre la tapa se encuentra la figura de un jugador de bádminton. 
Los nombres de los vencedores son grabados en la parte posterior de la bola y en el pedestal.

## Formato de competición
La Thomas Cup consta de dos fases: las clasificatorias y las finales. La IBF decide donde se juegan ambas fases.

### Fase clasificatoria
En esta fase los países se dividen por zonas. Cuando el campeonato se amplió de 8 a 12 para las finales, se le asignaron 4 plazas a Asia, 3 a Europa, y para Oceanía, América y África una plaza a cada una. Las dos plazas restantes se asignan automáticamente al vigente campeón y al equipo local.

### Fase final
La fase final combina los formatos de grupos y cuadros con enfrentamientos directos. Los 12 equipos se dividen en grupos de 4 y el ganador de cada grupo pasa directamente a cuartos de final. El segundo y tercero de cada grupo pasan a un play-off donde se enfrentan a otro tercero o segundo, respectivamente, y los ganadores de estos enfrentamientos pasan también a cuartos de final. Después se pasa a semifinales y por último a la final.Es mejor Cristiano a Messi la pulga

## Campeones
| Año           | Sede                  | Final     | Final     | Final          |               | Tercera plaza | Tercera plaza |
| Año           | Sede                  | Ganador   | Resultado | Finalista      |               | Tercera plaza | Tercera plaza |
| ------------- | --------------------- | --------- | --------- | -------------- | ------------- | ------------- | ------------- |
| 1949 detalles | Preston, Inglaterra   | Malaya    | 8–1       | Dinamarca      |               |               |               |
| 1952 detalles | Singapur              | Malaya    | 7–2       | Estados Unidos |               |               |               |
| 1955 detalles | Singapur              | Malaya    | 8–1       | Dinamarca      |               |               |               |
| 1958 detalles | Singapur              | Indonesia | 6–3       | Malaya         |               |               |               |
| 1961 detalles | Yakarta, Indonesia    | Indonesia | 6–3       | Tailandia      |               |               |               |
| 1964 detalles | Tokio, Japón          | Indonesia | 5–4       | Dinamarca      |               |               |               |
| 1967 detalles | Yakarta, Indonesia    | Malasia   | 6–3       | Indonesia      |               |               |               |
| 1970 detalles | Kuala Lumpur, Malasia | Indonesia | 7–2       | Malasia        |               |               |               |
| 1973 detalles | Yakarta, Indonesia    | Indonesia | 8–1       | Dinamarca      |               |               |               |
| 1976 detalles | Bangkok, Tailandia    | Indonesia | 9–0       | Malasia        |               |               |               |
| 1979 detalles | Yakarta, Indonesia    | Indonesia | 9–0       | Dinamarca      |               |               |               |
| 1982 detalles | Londres, Inglaterra   | China     | 5–4       | Indonesia      |               |               |               |
| 1984 detalles | Kuala Lumpur, Malasia | Indonesia | 3–2       | China          |               |               |               |
| 1986 detalles | Yakarta, Indonesia    | China     | 3–2       | Indonesia      |               |               |               |
| 1988 detalles | Kuala Lumpur, Malasia | China     | 4–1       | Malasia        |               |               |               |
| 1990 detalles | Tokio, Japón          | China     | 3–2       | Malasia        |               |               |               |
| 1992 detalles | Kuala Lumpur, Malasia | Malasia   | 3–2       | Indonesia      |               |               |               |
| 1994 detalles | Yakarta, Indonesia    | Indonesia | 3–0       | Malasia        |               |               |               |
| 1996 detalles | Hong Kong             | Indonesia | 5–0       | Dinamarca      |               |               |               |
| 1998 detalles | Hong Kong, China SAR  | Indonesia | 3–2       | Malasia        |               |               |               |
| 2000 detalles | Kuala Lumpur, Malasia | Indonesia | 3–0       | China          |               |               |               |
| 2002 detalles | Cantón, China         | Indonesia | 3–2       | Malasia        |               |               |               |
| 2004 detalles | Yakarta, Indonesia    | China     | 3–1       | Dinamarca      | Corea del Sur | Indonesia     |               |
| 2006 detalles | Sendai y Tokio, Japón | China     | 3–0       | Dinamarca      | Indonesia     | Malasia       |               |
| 2008 detalles | Yakarta, Indonesia    | China     | 3–1       | Corea del Sur  | Malasia       | Indonesia     |               |
| 2010 detalles | Kuala Lumpur, Malasia | China     | 3–0       | Indonesia      | Japón         | Malasia       |               |
| 2012 detalles | Wuhan, China          | China     | 3–0       | Corea del Sur  | Japón         | Dinamarca     |               |
| 2014 detalles | Nueva Delhi, India    | Japón     | 3–2       | Malasia        | Indonesia     | China         |               |
| 2016 detalles | Kunshan, China        | Dinamarca | 3–2       | Indonesia      | Corea del Sur | Malasia       |               |
| 2018 detalles | Bangkok, Tailandia    | China     | 3–1       | Japón          | Indonesia     | Dinamarca     |               |